# Nekrolog 1913
Nekrolog
◄◄
| ◄
| 1909
| 1910
| 1911
| 1912
| 1913 | 1914 | 1915 | 1916 | 1917 | ► | ►►
1. Quartal |
2. Quartal |
3. Quartal |
4. Quartal 
Weitere Ereignisse | Allgemeiner Nekrolog 1913
Die Beschreibung der verstorbenen Person sollte so kurz wie möglich gehalten sein und nur deren signifikante Tätigkeit(en) enthalten.
Neue Namen ggf. auch unter dem Geburts- und Sterbedatum, also etwa unter 1. Januar und im Geburts- und Sterbejahr (2024) eintragen (nur bei entsprechender großer Wichtigkeit). Für Beispiele siehe die schon vorhandenen Artikel.
Außerdem über die fünf zuletzt Verstorbenen, zu denen es einen ausreichend guten Artikel für eine Präsentation auf der Hauptseite gibt, nach der todesbedingten Überarbeitung der Artikel ggf. auch unter Wikipedia Diskussion:Hauptseite informieren und sie am besten auch in den anderen Wikipedia-Sprachversionen eintragen. Tipp: Regelmäßig bei news.google.de nach „ist tot“, „gestorben“ oder „verstorben“ suchen.
Wenn eine Person gestorben ist, gibt es viele Seiten zu dieser Person in der Wikipedia, die davon auch betroffen sind und entsprechend aktualisiert werden müssen. Beispiele: Namenübersichtsseite, Geburtsjahr, Geburtsort-Seiten und viele mehr.
Wie finde ich die betroffenen Seiten?
Im Suchfeld auf der linken Seite gibt man den Suchbegriff so ein: „Vorname Nachname“. Dann klickt man auf Volltext und alle Seiten mit entsprechendem Suchtext werden aufgerufen. Hier sieht man dann schnell, wo auch das Todesjahr Sinn macht oder sogar ein Teil des Artikels angepasst werden muss. Auch hilft das „Werkzeug“ auf der linken Seite sehr gut, um solche Seiten aufzufinden: „Links auf diese Seite“. Somit ist die Wikipedia wieder aktuell in allen Bereichen! Hinweis: bei Eintragung der Kategorie „Gestorben JAHR“ wird der Missbrauchsfilter 49 ausgelöst, was jedoch nicht schlimm ist. Siehe: Spezial:Missbrauchsfilter/49
Dies ist eine Liste von im Jahr 1913 verstorbenen bekannten Persönlichkeiten. Die Einträge erfolgen innerhalb der einzelnen Daten alphabetisch sortiert. Tiere sind im Nekrolog für Tiere zu finden.
Die Liste ist nach Quartalen aufgeteilt:
- Nekrolog 1. Quartal 1913: Januar, Februar und März
- Nekrolog 2. Quartal 1913: April, Mai und Juni
- Nekrolog 3. Quartal 1913: Juli, August und September
- Nekrolog 4. Quartal 1913: Oktober, November und Dezember

## Datum unbekannt
| Tag | Name                                                  | Beruf, bekannt als | Alter | Beleg |
| --- | ----------------------------------------------------- | --- | ----- | ----- |
|     | Max Arendt                                            | jüdischer Großkaufmann und Kommunalpolitiker in Königsberg (Preußen)                                                  |       |       |
|     | Julius Baumgärtner                                    | deutscher Mediziner                                                                                                   |       |       |
|     | Friedrich Bodenmüller                                 | deutscher Maler |       |       |
|     | Charles Émile Bouillevaux                             | französischer Missionar, der in Cochinchina (Vietnam, Kambodscha und Laos) wirkte                                     |       |       |
|     | Louis Maurice Boutet de Monvel                        | französischer Maler und Illustrator                                                                                   |       |       |
|     | Carlos Luís Büchele                                   | brasilianischer Politiker                                                                                             |       |       |
|     | Pietro Carmine                                        | italienischer Ingenieur und Politiker, Mitglied der Camera                                                            |       |       |
|     | Christian Friedrich Adolf Burghard von Cramm-Burgdorf | deutscher Gesandter und Autor                                                                                         |       |       |
|     | Nikolai Sergejewitsch Dolgorukow                      | zaristischer Botschafter                                                                                              |       |       |
|     | Oskar Feuge                                           | deutscher Opernsänger (Tenor)                                                                                         |       |       |
|     | Evangelos Gerakakis                                   | griechischer Leichtathlet                                                                                             |       |       |
|     | Francis Gotch                                         | britischer Neurophysiologe                                                                                            |       |       |
|     | Abū Muhammad al-Kikunī                                | awarischer Scheich |       |       |
|     | Max Kauffmann                                         | deutscher Genremaler                                                                                                  |       |       |
|     | Emma Kolbe                                            | samoanisch-US-amerikanische Unternehmerin und Plantagenbesitzerin                                                     |       |       |
|     | Robert Krause                                         | deutscher Jurist und Parlamentarier                                                                                   |       |       |
|     | Polychronis Lembesis                                  | griechischer Maler |       |       |
|     | Letsie II.                                            | Oberhaupt der Basotho                                                                                                 |       |       |
|     | Frank Lynes                                           | US-amerikanischer Komponist, Organist und Musikpädagoge                                                               |       |       |
|     | Gustav Mehlhausen                                     | preußischer Sanitätsoffizier                                                                                          |       |       |
|     | Oscar Méténier                                        | französischer Schriftsteller und Theaterleiter                                                                        |       |       |
|     | Ludwig Milde                                          | tschechischer Fagottist und Komponist                                                                                 |       |       |
|     | Juri Stepanowitsch Netschajew-Malzow                  | russischer Industrieller und Mäzen                                                                                    |       |       |
|     | Hermann Planck                                        | deutscher Bezirksnotar und sozialistischer Publizist                                                                  |       |       |
|     | Pawel Stepanowitsch Popow                             | russischer Sinologe                                                                                                   |       |       |
|     | Vicente Gaspar Quesada                                | argentinischer Diplomat                                                                                               |       |       |
|     | Al-Zubayr Rahma                                       | sudanesischer Sklavenhändler und militärischer Führer in Sudan                                                        |       |       |
|     | Reza Khan Geranmayeh Moayyedossaltaneh                | persischer Botschafter                                                                                                |       |       |
|     | Max Rubensohn                                         | deutscher Altphilologe und Literaturhistoriker                                                                        |       |       |
|     | Siegmund von Schacky                                  | bayerischer Verwaltungsbeamter                                                                                        |       |       |
|     | Louise Scharl                                         | deutsch-österreichische Theaterschauspielerin                                                                         |       |       |
|     | Eduard Schultze                                       | deutscher Hoffotograf mit Sitz in Heidelberg                                                                          |       |       |
|     | Ludwig von Stiernberg                                 | deutscher Richter und Parlamentarier                                                                                  |       |       |
|     | Paul Sümmermann                                       | deutscher Landwirt und Parlamentarier                                                                                 |       |       |
|     | Steingrímur Thorsteinsson                             | isländischer Lehrer und Poet                                                                                          |       |       |
|     | Richard Francis Trevithick                            | britischer Ingenieur                                                                                                  |       |       |
|     | Albert Voorhies                                       | US-amerikanischer Jurist und Politiker                                                                                |       |       |
|     | Richard Weise                                         | deutscher Architekt                                                                                                   |       |       |
|     | Blanche Wittman                                       | französische Frau, Patientin von Jean-Martin Charcot, der an ihr die Ausformung der Hysterie öffentlich demonstrierte |       |       |